# Швейцария на летних Олимпийских играх 2012
Швейцария принимала участие в летних Олимпийских играх 2012 года, которые проходили в Лондоне (Великобритания) с 27 июля по 12 августа, где её представляли 102 спортсмена в восемнадцати видах спорта. На церемонии открытия Олимпийских игр флаг Швейцарии нёс теннисист Станислас Вавринка, а на церемонии закрытия — триатлонистка, олимпийская чемпионка в Лондоне, Никола Шпириг.
Летние Олимпийские игры 2012 для Швейцарии стали самыми неудачными играми с 1992 года — было завоёвано всего 4 олимпийские медали: 2 золотые и 2 серебряные. В неофициальном медальном зачёте Швейцария заняла 33-е место. Конник Стив Герда завоевал первую золотую медаль Швейцарии в личном конкуре спустя 84 года. Теннисист Роджер Федерер завоевал свою долгожданную олимпийскую медаль в одиночном разряде, уступив в финале лишь британцу Энди Маррею.

## Медали
| Золото  |                |                                    |            |
| №       | Спортсмены     | Вид спорта (дисциплина)            | Дата       |
| 1       | Никола Шпириг  | Триатлон (женщины)                 | 4 августа  |
| 2       | Стив Герда     | Конный спорт (личный конкур)       | 8 августа  |
| Серебро |                |                                    |            |
| №       | Спортсмены     | Вид спорта (дисциплина)            | Дата       |
| 1       | Роджер Федерер | Теннис (мужчины, одиночный разряд) | 5 августа  |
| 2       | Нино Шуртер    | Велоспорт (мужчины, маунтинбайк)   | 12 августа |

## Состав и результаты

### Академическая гребля
Мужчины
| Соревнование         | Спортсмены                                                       | Квалификация | Квалификация | Квалификация | Утешительный раунд | Утешительный раунд | Утешительный раунд | Полуфинал | Полуфинал | Полуфинал | Финал                 | Финал                 | Финал                 | Итоговое место |
| Соревнование         | Спортсмены                                                       | Заезд        | Время        | Место        | Заезд              | Время              | Место              | Заезд     | Время     | Место     | Название              | Время                 | Место                 | Итоговое место |
| -------------------- | ---------------------------------------------------------------- | ------------ | ------------ | ------------ | ------------------ | ------------------ | ------------------ | --------- | --------- | --------- | --------------------- | --------------------- | --------------------- | -------------- |
| Четвёрки парные      | Аугустин Майллефер Нико Штальберг Флориан Штофер Андре Вонарбург | 3            | 5:45,13      | 4            | 1                  | 5:44,90            | 3                  | 1         | 6:19,64   | 6         | Завершили выступление | Завершили выступление | Завершили выступление | 12             |
| Четвёрки, лёгкий вес | Марио Гюр Симон Нипманн Симон Шюрх Лукас Трамер                  | 1            | 5:53,56      | 1            | Не участвовали     | Не участвовали     | Не участвовали     | 1         | 6:00,97   | 2         | A                     | 6:09,30               | 5                     | 5              |

### Бадминтон
Женщины
| Соревнование     | Спортсмены   | Отборочный раунд          | Отборочный раунд         | Отборочный раунд | 1/8 финала            | Четвертьфинал         | Полуфинал             | Финал                 | Место |
| Соревнование     | Спортсмены   | Соперник Результат        | Соперник Результат       | Место            | Соперник Результат    | Соперник Результат    | Соперник Результат    | Соперник Результат    | Место |
| ---------------- | ------------ | ------------------------- | ------------------------ | ---------------- | --------------------- | --------------------- | --------------------- | --------------------- | ----- |
| Одиночный разряд | Сабрина Жаке | Группа E                  | Группа E                 | Группа E         | Завершила выступление | Завершила выступление | Завершила выступление | Завершила выступление | 33    |
| Одиночный разряд | Сабрина Жаке | INDС. Нехвал П 9:21, 4:21 | BELЛ. Тан П 16:21, 16:21 | 3                | Завершила выступление | Завершила выступление | Завершила выступление | Завершила выступление | 33    |

### Борьба
Мужчины
Греко-римская борьба
| Соревнование | Спортсмены       | 1/16 финала        | 1/8 финала         | Четвертьфинал        | Полуфинал            | Финал                | Место |
| Соревнование | Спортсмены       | Соперник Результат | Соперник Результат | Соперник Результат   | Соперник Результат   | Соперник Результат   | Место |
| ------------ | ---------------- | ------------------ | ------------------ | -------------------- | -------------------- | -------------------- | ----- |
| до 66 кг     | Паскаль Штребель | Не участвовал      | GEOМ. Цхадая П 0:3 | Завершил выступление | Завершил выступление | Завершил выступление | 15    |

### Велоспорт

#### Шоссейный велоспорт
Мужчины
| Соревнование     | Спортсмены        | Результат | Место |
| ---------------- | ----------------- | --------- | ----- |
| Групповая гонка  | Грегори Раст      | 5:46:05   | 8     |
| Групповая гонка  | Мартин Эльмингер  | 5:46:37   | 37    |
| Групповая гонка  | Михаэль Шер       | 5:46:37   | 87    |
| Групповая гонка  | Микаэль Альбазини | 5:46:47   | 96    |
| Групповая гонка  | Фабиан Канчеллара | 5:46:47   | 106   |
| Раздельная гонка | Фабиан Канчеллара | 52:53,71  | 7     |
| Раздельная гонка | Микаэль Альбазини | 56:38,38  | 30    |

#### Маунтинбайк
| Соревнование | Спортсмены     | Результат | Место |
| ------------ | -------------- | --------- | ----- |
| Мужчины      | Нино Шуртер    | 1:29:08   | 2     |
| Мужчины      | Ральф Нёф      | 1:32:58   | 18    |
| Мужчины      | Флориан Вогель | 1:34:36   | 25    |
| Женщины      | Эстер Шюсс     | 1:32:46   | 5     |
| Женщины      | Катрин Леманн  | 1:38:23   | 19    |

#### BMX
| Соревнование | Спортсмены         | Квалификация | Квалификация | Четвертьфинал | Четвертьфинал | Полуфинал | Полуфинал | Финал                | Финал                | Итоговое место |
| Соревнование | Спортсмены         | Результат    | Место        | Очки          | Место         | Очки      | Место     | Результат            | Место                | Итоговое место |
| ------------ | ------------------ | ------------ | ------------ | ------------- | ------------- | --------- | --------- | -------------------- | -------------------- | -------------- |
| Мужчины      | Роджер Риндеркнехт | 39,618       | 23           | 18            | 4             | 19        | 7         | Завершил выступление | Завершил выступление | 14             |

### Волейбол

#### Пляжный волейбол
| Соревнование | Спортсмены                          | Отборочный раунд                                 | Отборочный раунд                                   | Отборочный раунд                                | Отборочный раунд | 1/8 финала                               | Четвертьфинал         | Полуфинал             | Финал                 | Место |
| Соревнование | Спортсмены                          | Соперники Результат                              | Соперники Результат                                | Соперники Результат                             | Место            | Соперники Результат                      | Соперники Результат   | Соперники Результат   | Соперники Результат   | Место |
| ------------ | ----------------------------------- | ------------------------------------------------ | -------------------------------------------------- | ----------------------------------------------- | ---------------- | ---------------------------------------- | --------------------- | --------------------- | --------------------- | ----- |
| Мужчины      | Джефферсон Беллагарда Патрик Хеушер | Группа A                                         | Группа A                                           | Группа A                                        | Группа A         | NEDР. Шуйл / Р. Нуммердор П 20:22, 15:21 | Завершили выступление | Завершили выступление | Завершили выступление | 9     |
| Мужчины      | Джефферсон Беллагарда Патрик Хеушер | ITAД. Лупо / П. Николай П 19:21, 18:21           | BRAА. Серутти / Э. Рего П 18:21, 17:21             | AUTК. Допплер / А. Хорст В 24:22, 21:12         | 2                | NEDР. Шуйл / Р. Нуммердор П 20:22, 15:21 | Завершили выступление | Завершили выступление | Завершили выступление | 9     |
| Мужчины      | Себастьен Шевалье Саша Хейер        | Группа C                                         | Группа C                                           | Группа C                                        | Группа C         | POLГ. Фиялек / М. Прудель П 18:21, 17:21 | Завершили выступление | Завершили выступление | Завершили выступление | 9     |
| Мужчины      | Себастьен Шевалье Саша Хейер        | CHNВу Пенжень / Су Линяинь В 18:21, 21:16, 15:12 | RUSК. Семёнов / С. Прокопьев В 28:26, 18:21, 15:13 | GERЮ. Бринк / Й. Рекерманн П 14:21, 16:21       | 2                | POLГ. Фиялек / М. Прудель П 18:21, 17:21 | Завершили выступление | Завершили выступление | Завершили выступление | 9     |
| Женщины      | Симон Кун Надин Цемкер              | Группа B                                         | Группа B                                           | Группа B                                        | Группа B         | USAЭ. Росс / Дж. Кесси П 15:21, 19:21    | Завершили выступление | Завершили выступление | Завершили выступление | 9     |
| Женщины      | Симон Кун Надин Цемкер              | GREВ. Арванити / М. Циарциани В 21:13, 21:19     | CHNСуэ Чен / Чжан Си П 18:21, 21:16, 8:15          | RUSА. Васина / А. Возакова П 17:21, 21:19, 9:15 | 3                | USAЭ. Росс / Дж. Кесси П 15:21, 19:21    | Завершили выступление | Завершили выступление | Завершили выступление | 9     |

### Гимнастика

#### Спортивная гимнастика
Мужчины
Многоборья
| Соревнование          | Спортсмены      | Квалификация        | Квалификация | Квалификация | Квалификация   | Квалификация        | Квалификация | Квалификация | Квалификация | Финал               | Финал  | Финал  | Финал          | Финал               | Финал       | Финал  | Финал | Итоговое место |
| Соревнование          | Спортсмены      | Вольные выступления | Конь         | Кольца       | Опорный прыжок | Параллельные брусья | Перекладина  | Всего        | Место        | Вольные выступления | Конь   | Кольца | Опорный прыжок | Параллельные брусья | Перекладина | Всего  | Место | Итоговое место |
| --------------------- | --------------- | ------------------- | ------------ | ------------ | -------------- | ------------------- | ------------ | ------------ | ------------ | ------------------- | ------ | ------ | -------------- | ------------------- | ----------- | ------ | ----- | -------------- |
| Абсолютное первенство | Клаудио Капелли | 14,766              | 14,133       | 14,133       | 15,200         | 14,600              | 14,766       | 87,598       | 19           | 14,866              | 14,366 | 14,166 | 14,566         | 14,850              | 14,500      | 87,314 | 17    | 17             |

Женщины
Многоборье
| Соревнование          | Спортсмены         | Квалификация   | Квалификация        | Квалификация | Квалификация       | Квалификация | Квалификация | Финал          | Финал               | Финал  | Финал              | Финал  | Финал | Итоговое место |
| Соревнование          | Спортсмены         | Опорный прыжок | Разновысокие брусья | Бревно       | Вольные упражнения | Всего        | Место        | Опорный прыжок | Разновысокие брусья | Бревно | Вольные упражнения | Всего  | Место | Итоговое место |
| --------------------- | ------------------ | -------------- | ------------------- | ------------ | ------------------ | ------------ | ------------ | -------------- | ------------------- | ------ | ------------------ | ------ | ----- | -------------- |
| Абсолютное первенство | Джулия Штайнгрубер | 14,783         | 13,266              | 13,766       | 12,900             | 54,715       | 23           | 15,116         | 13,600              | 14,166 | 13,266             | 56,148 | 14    | 14             |

### Гребля на байдарках и каноэ

#### Гребной слалом
Мужчины
| Соревнование   | Спортсмены | Квалификация | Квалификация | Квалификация | Полуфинал | Полуфинал | Финал                | Финал                | Итоговое место |
| Соревнование   | Спортсмены | 1 попытка    | 2 попытка    | Место        | Время     | Место     | Время                | Место                | Итоговое место |
| -------------- | ---------- | ------------ | ------------ | ------------ | --------- | --------- | -------------------- | -------------------- | -------------- |
| Каноэ-одиночки | Майкл Курт | 88,14        | 88,48        | 6            | 147,35    | 13        | Завершил выступление | Завершил выступление | 13             |

Женщины
| Соревнование   | Спортсмены   | Квалификация | Квалификация | Квалификация | Полуфинал             | Полуфинал             | Финал                 | Финал                 | Итоговое место |
| Соревнование   | Спортсмены   | 1 попытка    | 2 попытка    | Место        | Время                 | Место                 | Время                 | Место                 | Итоговое место |
| -------------- | ------------ | ------------ | ------------ | ------------ | --------------------- | --------------------- | --------------------- | --------------------- | -------------- |
| Каноэ-одиночки | Элла Николас | 162,92       | 126,46       | 20           | Завершила выступление | Завершила выступление | Завершила выступление | Завершила выступление | 20             |

### Дзюдо
Мужчины
| Соревнование | Спортсмены        | 1/32 финала        | 1/16 финала                | 1/8 финала           | Четвертьфинал        | Полуфинал            | Финал                | Место |
| Соревнование | Спортсмены        | Соперник Результат | Соперник Результат         | Соперник Результат   | Соперник Результат   | Соперник Результат   | Соперник Результат   | Место |
| ------------ | ----------------- | ------------------ | -------------------------- | -------------------- | -------------------- | -------------------- | -------------------- | ----- |
| до 60 кг     | Людовик Шаммартин | Не участвовал      | KORЧой Гванъён П 0000:0010 | Завершил выступление | Завершил выступление | Завершил выступление | Завершил выступление | 17    |

Женщины
| Соревнование | Спортсмены   | 1/16 финала        | 1/8 финала                | Четвертьфинал         | Полуфинал             | Финал                 | Место |
| Соревнование | Спортсмены   | Соперник Результат | Соперник Результат        | Соперник Результат    | Соперник Результат    | Соперник Результат    | Место |
| ------------ | ------------ | ------------------ | ------------------------- | --------------------- | --------------------- | --------------------- | ----- |
| до 70 кг     | Жулиан Робра | Не участвовала     | KORХван Йесул П 0002:0011 | Завершила выступление | Завершила выступление | Завершила выступление | 9     |

### Конный спорт
Конкур
| Соревнование              | Спортсмены                                        | Квалификация  | Квалификация  | Квалификация  | Квалификация  | Квалификация  | Квалификация  | Квалификация  | Квалификация  | Финал                | Финал                | Финал                | Финал                | Финал                | Всего | Всего |
| Соревнование              | Спортсмены                                        | Первый раунд  | Первый раунд  | Второй раунд  | Второй раунд  | Второй раунд  | Третий раунд  | Третий раунд  | Третий раунд  | Раунд A              | Раунд A              | Раунд B              | Раунд B              | Раунд B              | Всего | Всего |
| Соревнование              | Спортсмены                                        | Штраф         | Место         | Штраф         | Всего         | Место         | Штраф         | Всего         | Место         | Штраф                | Место                | Штраф                | Всего                | Место                | Штраф | Место |
| ------------------------- | ------------------------------------------------- | ------------- | ------------- | ------------- | ------------- | ------------- | ------------- | ------------- | ------------- | -------------------- | -------------------- | -------------------- | -------------------- | -------------------- | ----- | ----- |
| Индивидуальное первенство | Стив Герда Лошадь — Nino des Buissonnets          | 0             | 1             | 4             | 4             | 17            | 4             | 8             | 11            | 0                    | 1                    | 0                    | 0                    | 1                    | 0     | 1     |
| Индивидуальное первенство | Пиус Швайцер Лошадь — Carlina                     | 8             | 60            | 0             | 8             | 31            | 0             | 8             | 11            | 1                    | 7                    | 8                    | 9                    | 12                   | 9     | 12    |
| Индивидуальное первенство | Пол Эстерманн Лошадь — Castlefield Eclipse        | 0             | 1             | 0             | 0             | 1             | 8             | 8             | 11            | 5                    | 20                   | 5                    | 10                   | 17                   | 10    | 17    |
| Индивидуальное первенство | Вернер Муфф Лошадь — Kiamon                       | 0             | 1             | 4             | 4             | 17            | 8             | 12            | 33            | Завершил выступление | Завершил выступление | Завершил выступление | Завершил выступление | Завершил выступление | 12    | 39    |
| Командное первенство      | Стив Герда Пиус Швайцер Пол Эстерманн Вернер Муфф | Не проводится | Не проводится | Не проводится | Не проводится | Не проводится | Не проводится | Не проводится | Не проводится | 4                    | 2                    | 12                   | 16                   | 4                    | 16    | 4     |

### Лёгкая атлетика
Мужчины
Беговые виды
| Соревнование           | Спортсмены    | Отборочный раунд | Отборочный раунд | Отборочный раунд | Полуфинал            | Полуфинал            | Полуфинал            | Финал                | Финал                |
| Соревнование           | Спортсмены    | Забег            | Результат        | Место            | Забег                | Результат            | Место                | Результат            | Место                |
| ---------------------- | ------------- | ---------------- | ---------------- | ---------------- | -------------------- | -------------------- | -------------------- | -------------------- | -------------------- |
| 200 метров             | Алекс Уилсон  | 1                | 20,57            | 4                | 2                    | 20,85                | 7                    | Завершил выступление | Завершил выступление |
| 200 метров             | Рето Шенкель  | 5                | 20,98            | 7                | Завершил выступление | Завершил выступление | Завершил выступление | Завершил выступление | Завершил выступление |
| 400 метров с барьерами | Карим Хуссейн | 2                | DNS              | DNS              | Завершил выступление | Завершил выступление | Завершил выступление | Завершил выступление | Завершил выступление |

Шоссейные виды
| Соревнование | Спортсмены    | Результат | Место |
| ------------ | ------------- | --------- | ----- |
| Марафон      | Виктор Рётлин | 2:12:48   | 11    |

Женщины
Беговые виды
| Соревнование           | Спортсмены                                                 | Отборочный раунд | Отборочный раунд | Отборочный раунд | Полуфинал             | Полуфинал             | Полуфинал             | Финал                 | Финал                 |
| Соревнование           | Спортсмены                                                 | Забег            | Результат        | Место            | Забег                 | Результат             | Место                 | Результат             | Место                 |
| ---------------------- | ---------------------------------------------------------- | ---------------- | ---------------- | ---------------- | --------------------- | --------------------- | --------------------- | --------------------- | --------------------- |
| 200 метров             | Леа Шпрунгер                                               | 5                | 23,27            | 4                | Завершила выступление | Завершила выступление | Завершила выступление | Завершила выступление | Завершила выступление |
| 100 метров с барьерами | Ноэми Збёрен                                               | 6                | 13.33            | 6                | Завершила выступление | Завершила выступление | Завершила выступление | Завершила выступление | Завершила выступление |
| Эстафета 4×100 метров  | Мишель Куэни Муджинга Камбуджи Эллен Шпрунгер Леа Шпрунгер | 1                | 43,54            | 7                | Не проводится         | Не проводится         | Не проводится         | Завершили выступление | Завершили выступление |

Шоссейные виды
| Соревнование | Спортсмены       | Результат | Место |
| ------------ | ---------------- | --------- | ----- |
| Марафон      | Майя Нойншвандер | 2:34:50   | 53    |

Технические виды
| Соревнование    | Спортсмены    | Квалификация | Квалификация | Финал                 | Финал                 |
| Соревнование    | Спортсмены    | Результат    | Место        | Результат             | Место                 |
| --------------- | ------------- | ------------ | ------------ | --------------------- | --------------------- |
| Прыжки в длину  | Ирен Пустерла | 6,20         | 25           | Завершила выступление | Завершила выступление |
| Прыжки с шестом | Николь Бюхлер | 4,25         | 25           | Завершила выступление | Завершила выступление |

Семиборье
| Спортсмены     | 100 м с барьерами | Прыжок в высоту | Толкание ядра | 200 м      | Прыжок в длину | Метание копья | 800 м       | Всего очков | Место |
| -------------- | ----------------- | --------------- | ------------- | ---------- | -------------- | ------------- | ----------- | ----------- | ----- |
| Эллен Шпрунгер | 1072 13,35        | 867 1,71        | 702 12.62     | 1020 23,59 | 813 5,88       | 776 45,63     | 857 2:17,54 | 6107        | 19    |

### Парусный спорт
Мужчины
| Соревнование | Спортсмены                     | Предварительные гонки | Предварительные гонки | Предварительные гонки | Предварительные гонки | Предварительные гонки | Предварительные гонки | Предварительные гонки | Предварительные гонки | Предварительные гонки | Предварительные гонки | Финальная гонка       | Финальная гонка       | Сумма очков | Итоговое место |
| Соревнование | Спортсмены                     | 1                     | 2                     | 3                     | 4                     | 5                     | 6                     | 7                     | 8                     | 9                     | 10                    | Место                 | Очки                  | Сумма очков | Итоговое место |
| ------------ | ------------------------------ | --------------------- | --------------------- | --------------------- | --------------------- | --------------------- | --------------------- | --------------------- | --------------------- | --------------------- | --------------------- | --------------------- | --------------------- | ----------- | -------------- |
| RS:X         | Рихард Штауффахер              | 10                    | 21                    | 14                    | 15                    | 6                     | 18                    | 20                    | 8                     | 10                    | 12                    | 7                     | 14                    | 127         | 10             |
| 470          | Янник Браукли Ромуальд Хауссер | 11                    | 16                    | 18                    | 22                    | 14                    | 12                    | 12                    | 7                     | 23                    | 7                     | Завершили выступление | Завершили выступление | 119         | 16             |
| Звёздный     | Флавио Марацци Энрико Де Мария | 13                    | 8                     | 11                    | 9                     | 15                    | 7                     | 10                    | 13                    | 15                    | 16                    | Завершили выступление | Завершили выступление | 102         | 13             |

Женщины
| Соревнование | Спортсмены     | Предварительные гонки | Предварительные гонки | Предварительные гонки | Предварительные гонки | Предварительные гонки | Предварительные гонки | Предварительные гонки | Предварительные гонки | Предварительные гонки | Предварительные гонки | Финальная гонка       | Финальная гонка       | Сумма очков | Итоговое место |
| Соревнование | Спортсмены     | 1                     | 2                     | 3                     | 4                     | 5                     | 6                     | 7                     | 8                     | 9                     | 10                    | Место                 | Очки                  | Сумма очков | Итоговое место |
| ------------ | -------------- | --------------------- | --------------------- | --------------------- | --------------------- | --------------------- | --------------------- | --------------------- | --------------------- | --------------------- | --------------------- | --------------------- | --------------------- | ----------- | -------------- |
| Лазер Радиал | Натали Бруггер | 13                    | 25                    | 18                    | 14                    | 15                    | 10                    | BFD                   | 14                    | 10                    | 16                    | Завершила выступление | Завершила выступление | 135         | 14             |

### Плавание
Мужчины
| Соревнование                     | Спортсмены      | Отборочный раунд | Отборочный раунд | Полуфинал            | Полуфинал            | Финал                | Финал                |
| Соревнование                     | Спортсмены      | Результат        | Место            | Результат            | Место                | Результат            | Место                |
| -------------------------------- | --------------- | ---------------- | ---------------- | -------------------- | -------------------- | -------------------- | -------------------- |
| 100 метров вольным стилем        | Доминик Мейктри | 49,95            | 29               | Завершил выступление | Завершил выступление | Завершил выступление | Завершил выступление |
| 200 метров вольным стилем        | Доминик Мейктри | 1:47,97          | 16 Q             | 1:48,25              | 15                   | Завершил выступление | Завершил выступление |
| 400 метров вольным стилем        | Доминик Мейктри | 3:51,34          | 19               | Не проводится        | Не проводится        | Завершил выступление | Завершил выступление |
| 100 метров баттерфляем           | Доминик Мейктри | 53,40            | 33               | Завершил выступление | Завершил выступление | Завершил выступление | Завершил выступление |
| 200 метров баттерфляем           | Александр Лисс  | 2:00,13          | 33               | Завершил выступление | Завершил выступление | Завершил выступление | Завершил выступление |
| 200 метров брассом               | Янник Кёзер     | 2:13,49          | 24               | Завершил выступление | Завершил выступление | Завершил выступление | Завершил выступление |
| 200 метров комплексным плаванием | Давид Карасек   | 2:01,35 (NR)     | 28               | Завершил выступление | Завершил выступление | Завершил выступление | Завершил выступление |

Женщины
| Соревнование                  | Спортсмены          | Отборочный раунд | Отборочный раунд | Полуфинал             | Полуфинал             | Финал                 | Финал                 |
| Соревнование                  | Спортсмены          | Результат        | Место            | Результат             | Место                 | Результат             | Место                 |
| ----------------------------- | ------------------- | ---------------- | ---------------- | --------------------- | --------------------- | --------------------- | --------------------- |
| 200 метров вольным стилем     | Даниэлла Вилларс    | 2:03,55          | 31               | Завершила выступление | Завершила выступление | Завершила выступление | Завершила выступление |
| 100 метров баттерфляем        | Даниэлла Вилларс    | 59,42 (NR)       | 26               | Завершила выступление | Завершила выступление | Завершила выступление | Завершила выступление |
| 200 метров баттерфляем        | Мартина ван Беркель | 2:12,25          | 25               | Завершила выступление | Завершила выступление | Завершила выступление | Завершила выступление |
| 10 километров в открытой воде | Свонн Оберсон       | Не проводится    | Не проводится    | Не проводится         | Не проводится         | 2:01:38,0             | 19                    |

### Синхронное плавание
| Соревнование | Спортсмены                | Квалификация          | Квалификация           | Квалификация | Квалификация | Финал                 | Финал                  | Финал                 | Финал                 |
| Соревнование | Спортсмены                | Техническая программа | Произвольная программа | Сумма        | Место        | Техническая программа | Произвольная программа | Сумма                 | Место                 |
| ------------ | ------------------------- | --------------------- | ---------------------- | ------------ | ------------ | --------------------- | ---------------------- | --------------------- | --------------------- |
| Дуэты        | Памела Фишер Аня Ниффелер | 81,200                | 82,120                 | 163,320      | 20           | Завершили выступление | Завершили выступление  | Завершили выступление | Завершили выступление |

### Стрельба
Мужчины
| Соревнование                          | Спортсмены       | Квалификация | Квалификация | Финал                | Финал                |
| Соревнование                          | Спортсмены       | Очки         | Место        | Очки                 | Место                |
| ------------------------------------- | ---------------- | ------------ | ------------ | -------------------- | -------------------- |
| Пневматическая винтовка, 10 метров    | Паскаль Лорентан | 589          | 37           | Завершил выступление | Завершил выступление |
| Пневматическая винтовка, 10 метров    | Симон Бейелер    | 588          | 39           | Завершил выступление | Завершил выступление |
| Винтовка лёжа, 50 метров              | Марсель Бюрге    | 594          | 14           | Завершил выступление | Завершил выступление |
| Винтовка лёжа, 50 метров              | Паскаль Лорентан | 591          | 31           | Завершил выступление | Завершил выступление |
| Винтовка из трёх положений, 50 метров | Марсель Бюрге    | 1168         | 11           | Завершил выступление | Завершил выступление |
| Винтовка из трёх положений, 50 метров | Симон Бейелер    | 1164         | 19           | Завершил выступление | Завершил выступление |
| Пневматический пистолет, 10 метров    | Патрик Шеубер    | 569          | 32           | Завершил выступление | Завершил выступление |
| Скит                                  | Фабио Рамелла    | 109          | 34           | Завершил выступление | Завершил выступление |

Женщины
| Соревнование                          | Спортсмены     | Квалификация | Квалификация | Финал                 | Финал                 |
| Соревнование                          | Спортсмены     | Очки         | Место        | Очки                  | Место                 |
| ------------------------------------- | -------------- | ------------ | ------------ | --------------------- | --------------------- |
| Пневматическая винтовка, 10 метров    | Анник Марге    | 392          | 38           | Завершила выступление | Завершила выступление |
| Винтовка из трёх положений, 50 метров | Анник Марге    | 570          | 40           | Завершила выступление | Завершила выступление |
| Пневматический пистолет, 10 метров    | Хейди Дитхельм | 375          | 35           | Завершила выступление | Завершила выступление |
| Пистолет, 25 метров                   | Хейди Дитхельм | 575          | 29           | Завершила выступление | Завершила выступление |

### Стрельба из лука
Мужчины
| Соревнование              | Спортсмены    | Квалификация | Квалификация | 1/32 финала         | 1/16 финала          | 1/8 финала           | Четвертьфинал        | Полуфинал            | Финал                | Место |
| Соревнование              | Спортсмены    | Очки         | Место        | Соперник Результат  | Соперник Результат   | Соперник Результат   | Соперник Результат   | Соперник Результат   | Соперник Результат   | Место |
| ------------------------- | ------------- | ------------ | ------------ | ------------------- | -------------------- | -------------------- | -------------------- | -------------------- | -------------------- | ----- |
| Индивидуальное первенство | Аксель Мюллер | 633          | 62           | KORО Джин Хёк П 3:7 | Завершил выступление | Завершил выступление | Завершил выступление | Завершил выступление | Завершил выступление | 33    |

Женщины
| Соревнование              | Спортсмены   | Квалификация | Квалификация | 1/32 финала        | 1/16 финала           | 1/8 финала            | Четвертьфинал         | Полуфинал             | Финал                 | Место |
| Соревнование              | Спортсмены   | Очки         | Место        | Соперник Результат | Соперник Результат    | Соперник Результат    | Соперник Результат    | Соперник Результат    | Соперник Результат    | Место |
| ------------------------- | ------------ | ------------ | ------------ | ------------------ | --------------------- | --------------------- | --------------------- | --------------------- | --------------------- | ----- |
| Индивидуальное первенство | Натали Дилен | 528          | 62           | TPEТан Я-Тин П 4:6 | Завершила выступление | Завершила выступление | Завершила выступление | Завершила выступление | Завершила выступление | 33    |

### Теннис
Мужчины
| Соревнование     | Спортсмены                        | 1/32 финала                 | 1/16 финала                                    | 1/8 финала                                | Четвертьфинал                | Полуфинал                                  | Финал                        | Место |
| Соревнование     | Спортсмены                        | Соперник Результат          | Соперник Результат                             | Соперник Результат                        | Соперник Результат           | Соперник Результат                         | Соперник Результат           | Место |
| ---------------- | --------------------------------- | --------------------------- | ---------------------------------------------- | ----------------------------------------- | ---------------------------- | ------------------------------------------ | ---------------------------- | ----- |
| Одиночный разряд | Роджер Федерер                    | COLА. Фалья В 6:3, 5:7, 6:3 | FRAЖ. Беннето В 6:2, 6:2                       | UZBД. Истомин В 7:5, 6:3                  | USAДж. Изнер В 6:4, 7:6(7:5) | ARGХ. М. дель Потро В 3:6, 7:6(7:5), 19:17 | GBRЭ. Маррей П 2:6, 1:6, 4:6 | 2     |
| Одиночный разряд | Станислас Вавринка                | GBRЭ. Маррей П 3:6, 3:6     | Завершил выступление                           | Завершил выступление                      | Завершил выступление         | Завершил выступление                       | Завершил выступление         | 33    |
| Парный разряд    | Роджер Федерер Станислас Вавринка | Не проводится               | JPNГ. Соэда / К. Нисикори В 6:7(5:7), 6:4, 6:4 | ISRЭ. Рам / Й. Эрлих П 6:1, 6:7(5:7), 3:6 | Завершили выступление        | Завершили выступление                      | Завершили выступление        | 9     |

### Триатлон
| Соревнование | Спортсмены    | Плавание | Велоспорт | Бег   | Итоговое время | Место |
| ------------ | ------------- | -------- | --------- | ----- | -------------- | ----- |
| Мужчины      | Свен Ридерер  | 17:22    | 58:52     | 30:23 | 1:47:46        | 8     |
| Мужчины      | Руди Вильд    | 18:28    | 59:17     | 32:15 | 1:51:10        | 39    |
| Женщины      | Никола Шпириг | 20:04    | 1:06:03   | 33:41 | 1:59:48        | 1     |
| Женщины      | Даниэла Риф   | 19:49    | 1:08:28   | 36:58 | 2:06:37        | 40    |

### Фехтование
Мужчины
| Соревнование | Спортсмены    | 1/16 финала            | 1/8 финала            | Четвертьфинал        | Полуфинал            | Финал                | Место |
| Соревнование | Спортсмены    | Соперник Результат     | Соперник Результат    | Соперник Результат   | Соперник Результат   | Соперник Результат   | Место |
| ------------ | ------------- | ---------------------- | --------------------- | -------------------- | -------------------- | -------------------- | ----- |
| Шпага        | Фабиан Каутер | Не участвовал          | FRAЯ. Борель П 11:15  | Завершил выступление | Завершил выступление | Завершил выступление | 10    |
| Шпага        | Макс Хайнцер  | CHIП. Иностроса В 15:2 | VENР. Лимардо П 11:15 | Завершил выступление | Завершил выступление | Завершил выступление | 12    |

Женщины
| Соревнование | Спортсмены     | 1/32 финала        | 1/16 финала             | 1/8 финала            | Четвертьфинал         | Полуфинал             | Финал                 | Место |
| Соревнование | Спортсмены     | Соперник Результат | Соперник Результат      | Соперник Результат    | Соперник Результат    | Соперник Результат    | Соперник Результат    | Место |
| ------------ | -------------- | ------------------ | ----------------------- | --------------------- | --------------------- | --------------------- | --------------------- | ----- |
| Шпага        | Тиффани Геродо | Не участвовала     | POLМ. Пикарская В 15:14 | CHNСунь Юйцзе П 10:15 | Завершила выступление | Завершила выступление | Завершила выступление | 14    |

### Футбол

#### Мужчины
Главный тренер — Пьерлуиджи Тами.
| Номер | Позиция | Имя                | Дата рождения | Клуб        | И | Г  | ЖК | КК |
| ----- | ------- | ------------------ | ------------- | ----------- | - | -- | -- | -- |
| 1     | В       | Диего Бенальо (К)  | 08.09.1983    | Вольфсбург  | 3 | -4 | 0  | 0  |
| 2     | ПЗ      | Ксавье Хохштрассер | 01.07.1988    | Люцерн      | 2 | 0  | 1  | 0  |
| 3     | З       | Фабио Дапрела      | 19.02.1991    | Брешиа      | 1 | 0  | 1  | 0  |
| 4     | ПЗ      | Оливер Буфф        | 03.08.1992    | Цюрих       | 2 | 0  | 2  | 1  |
| 5     | З       | Франсуа Аффольтер  | 13.03.1991    | Вердер      | 1 | 0  | 1  | 0  |
| 6     | ПЗ      | Ален Висс          | 21.08.1990    | Люцерн      | 2 | 0  | 0  | 0  |
| 7     | Н       | Инносент Эмегара   | 27.05.1989    | Лорьян      | 3 | 1  | 1  | 0  |
| 8     | ПЗ      | Амир Абраши        | 27.03.1990    | Грассхоппер | 3 | 0  | 0  | 0  |
| 9     | ПЗ      | Фабиан Фрай        | 08.01.1989    | Базель      | 3 | 0  | 0  | 0  |
| 10    | ПЗ      | Пайтим Касами      | 02.06.1992    | Фулхэм      | 3 | 0  | 1  | 0  |
| 11    | Н       | Адмир Мехмеди      | 16.03.1991    | Динамо Киев | 3 | 1  | 0  | 0  |
| 12    | Н       | Йосип Дрмич        | 08.08.1992    | Цюрих       | 2 | 0  | 1  | 0  |
| 13    | З       | Рикардо Родригес   | 25.08.1992    | Вольфсбург  | 3 | 0  | 0  | 0  |
| 14    | Н       | Стивен Цубер       | 17.08.1991    | Грассхоппер | 2 | 0  | 0  | 0  |
| 15    | З       | Тимм Клозе         | 09.05.1988    | Нюрнберг    | 2 | 0  | 1  | 0  |
| 16    | З       | Фабиан Шер         | 20.12.1991    | Базель      | 2 | 0  | 0  | 0  |
| 17    | З       | Мишель Морганелла  | 17.05.1989    | Новара      | 2 | 0  | 1  | 0  |
| 18    | В       | Бенджамин Сигрист  | 31.01.1992    | Астон Вилла | 0 | 0  | 0  | 0  |

По данным: FIFA.com Архивная копия от 8 апреля 2018 на Wayback Machine
Предварительный раунд
|  | Команды, выходящие в четвертьфинал |

Группа B
| М | Сборная          | И | В | Н | П | ГЗ | ГП | РГ | О |
| - | ---------------- | - | - | - | - | -- | -- | -- | - |
| 1 | Мексика          | 3 | 2 | 1 | 0 | 3  | 0  | +3 | 7 |
| 2 | Республика Корея | 3 | 1 | 2 | 0 | 2  | 1  | +1 | 5 |
| 3 | Габон            | 3 | 0 | 2 | 1 | 1  | 3  | −2 | 2 |
| 4 | Швейцария        | 3 | 0 | 1 | 2 | 2  | 4  | −2 | 1 |

| Габон        | 1 : 1 | Швейцария         |
| ------------ | ----- | ----------------- |
| Обамеянг 45′ | отчёт | Мехмеди 5′ (пен.) |

| Республика Корея               | 2 : 1 | Швейцария   |
| ------------------------------ | ----- | ----------- |
| Пак Чу Ён 57′ · Ким Бо Гён 64′ | отчёт | Эмегара 60′ |

| Мексика      | 1 : 0 | Швейцария |
| ------------ | ----- | --------- |
| Перальта 69′ | отчёт |           |